# Karlsruher Virtueller Katalog

Suchformular

Der Karlsruher Virtuelle Katalog (KVK) ist ein kostenloser und frei zugänglicher Metakatalog. Als Metasuchmaschine ermöglicht es der KVK, 84 bibliographische Datenbanken gleichzeitig abzufragen (Stand November 2023). Er wurde 1996 an der KIT-Bibliothek entwickelt, von der er auch betrieben wird.
Zu den abgefragten Datenbanken zählen alle deutschsprachigen und zahlreiche internationale Bibliothekskataloge sowie bibliotheksübergreifende Datenbanken (z. B. die Zeitschriftendatenbank) und Suchmaschinen (z. B. die Bielefeld Academic Search Engine). Auch Datenbanken frei zugänglicher Volltexte (z. B. das Internet Archive) und Buchhandelskataloge werden durchsucht.
Der KVK wurde in den Jahren 1995 bis 1996 an der Universität Karlsruhe von Mitarbeitern der Universitätsbibliothek und der Fakultät für Informatik entwickelt und am 26. Juli 1996 für die Öffentlichkeit freigegeben.
Auf der KVK-Technik basieren weitere Meta-Kataloge, darunter die Virtuelle Deutsche Landesbibliographie zum Nachweis landeskundlicher Literatur in Landes- und Regionalbibliographien in Deutschland.

## Technik

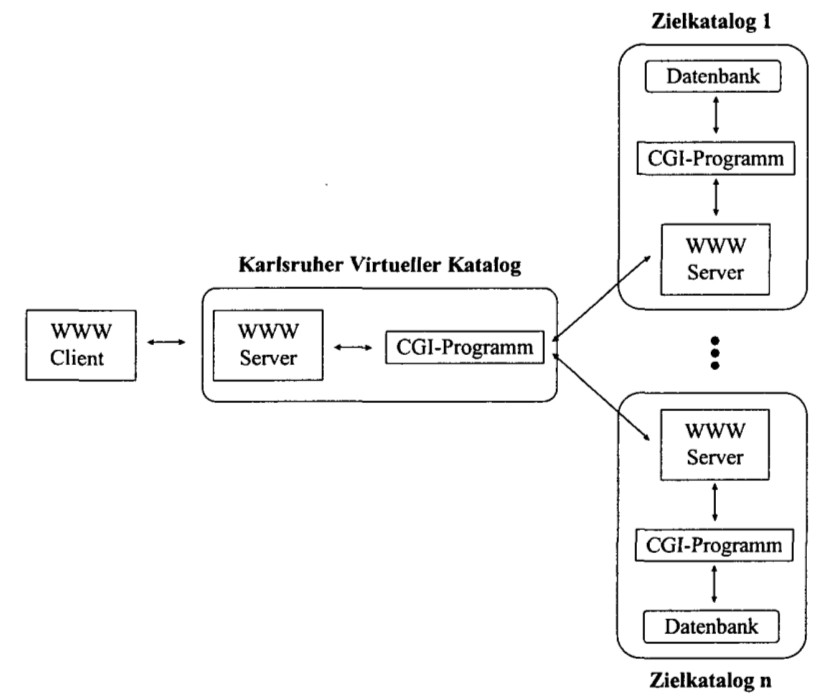
Die Architektur des KVK

Erst kurz vor der Entwicklung des KVK hatte man in Deutschland die elektronischen Bibliothekskataloge mit WWW-Schnittstellen ausgerüstet. Diese OPACs waren nun über das WWW zugänglich: Benutzer gaben ihre Suchbegriffe in HTML-Formulare auf den Webseiten der Bibliotheken und Verbünde ein und erhielten eine Trefferliste im HTML-Format. Zwischen der Eingabe und der Trefferliste formulierte ein CGI-Programm aus den Eingaben eine Datenbankabfrage und bereitete die Trefferliste benutzerfreundlich auf. Um alle diese Kataloge gleichzeitig durchsuchen zu können, erstellte das KVK-Team ein CGI-Programm, das zunächst die im KVK-Suchformular eingegebenen Begriffe für jeden der Zielkataloge entsprechend dessen Anforderungen umformuliert. Anschließend schickt das Programm die Anfrage parallel an alle gewünschten Zielkataloge, sammelt und analysiert dann die einzelnen Trefferlisten und erstellt schließlich eine Gesamttrefferliste in einem einheitlichen Format. Sobald eine der einzelnen Trefferlisten dem Programm vollständig vorliegt, wird diese formatiert und in der sich kontinuierlich aufbauenden Gesamttrefferliste angezeigt. Das CGI-Programm kommuniziert dabei direkt mit den WWW-Servern der einzelnen Zielkataloge. Der KVK wurde mit der Skriptsprache Tcl realisiert.
Für jedes WWW-Suchinterface der Zielkataloge wird eine Strukturbeschreibungsdatei geführt, die dem CGI-Programm die Eingabe ermöglicht. Die Strukturbeschreibungsdatei beschreibt den Aufbau des jeweiligen Suchformulars und den Aufbau der resultierenden Trefferlisten. Wichtige Informationen über das Suchformular sind die Namen des WWW-Servers, der Suchfelder und des CGI-Programms des Zielkatalogs, das die Suche durchführt. Das CGI-Programm des KVK übergibt dann die Suchanfragen im KVK in der richtigen Syntax an die richtigen Felder des Zielkatalogs. Wichtige Elemente der Trefferliste sind die Kurztitel der gefundenen Treffer und die URL-Links zur Volltitelanzeige jedes Treffers.
In einem Vergleich mit gängigen Normschnittstellen wie Z39.50 und SR wiesen die Entwickler nach dem Projektstart darauf hin, dass ein virtueller Katalog auch auf Systeme zugreifen kann, die über keine Normschnittstelle verfügen. Weiters ist es bei Suchen im KVK möglich, mit einem einzigen Klick von der Kurztitelanzeige im KVK auf die Volltitelanzeige im Originalkatalogs zu wechseln. Als Nachteil sahen sie die Wartung der Strukturbeschreibungsdateien. Diese ist notwendig, da sich die Webauftritte der Zielkataloge ändern können.
Es erfolgt keine Dublettenkontrolle, wie sie z. B. im Zack Gateway realisiert ist.

## Geschichte
Nach dem Zweiten Weltkrieg sind in Deutschland regionale Zentralkataloge entstanden, aus denen sich die heutigen Verbundkataloge entwickelten. Seit den 1980ern katalogisierten die verschiedenen Verbünde jeweils in ihre eigene Datenbank. Für eine deutschlandweite Recherche war es während der 1990er also noch notwendig, sämtliche Verbundkataloge, die erst vor Kurzem über das WWW zugänglich gemacht worden waren, einzeln aufzurufen. Beispielsweise enthielt 1996 die Datenbank des größten Verbundkatalogs 8,0 Millionen Titeldatensätze, die der vier größten Verbünde zusammen aber 25,6 Millionen. Mit der Entwicklung des KVK setzte man sich zum Ziel, es dem Benutzer zu ermöglichen, beliebige Kataloge gleichzeitig zu durchsuchen und ein Gesamtergebnis zu erhalten. Seit seinem tatsächlichen Bestehen gilt der KVK als Ersatz für einen deutschen Gesamtkatalog.
Entwickelt hat den KVK die KIT-Bibliothek in Zusammenarbeit mit der Fakultät für Informatik. Das Projekt wurde im Rahmen der Studienarbeit des Informatikstudenten Roland Sand an der UB durchgeführt.  Freigegeben hat man den KVK am 26. Juli 1996. Im Rahmen der Studienarbeit waren bereits drei Verbundkataloge integriert worden, zwei Wochen nach Start hatte die UB zwei weitere Verbundkataloge, zwei Buchhandelskataloge und die OLIX-Kataloge Stuttgarts wie Karlsruhes hinzugefügt. Die Anfragen stiegen von anfangs rund 600 pro Tag auf 3500 im Jahr 1997. Schon 1997 musste deshalb ein zweiter Webserver  in Betrieb genommen werden, der zur Bearbeitung der von außerhalb der UB-Karlsruhe kommenden KVK-Recherchen diente. Der Anteil externer Anfragen lag 1997 bei 90 Prozent.
Bereits im Jahr 1996 konnten über die Homepage der Universitätsbibliothek KVK-Suchanfragen an die Verbundkataloge des SWB, des BVB, des GBV, des HBZ und des Karlsruher OLIX-OPACs gerichtet werden. Die genannten Kataloge verfügten insgesamt über einen Datenbestand von etwa 20 Millionen Titeln. Zusätzlich konnte eine sortierte Liste erzeugt werden, die die alphabetisch sortierten Kurztitel enthielt. Ein Jahr später waren es 31 Millionen Titel, an Datenbanken waren der Britische Verbundkatalog (COPAC), die Zeitschriftendatenbank und das Verzeichnis lieferbarer Bücher hinzugekommen.
Bis 1997 baute die UB Karlsruhe basierend auf der KVK-Technik regionale Mischkataloge auf. Der EUCOR-OPAC wies die Titel von neun bedeutenden oberrheinischen wissenschaftlichen Bibliotheken nach (etwa der Bibliothèque nationale et universitaire de Strasbourg, der Université Louis Pasteur, der Universitätsbibliothek Freiburg, der Badischen Landesbibliothek und der UB Karlsruhe). Der KA-OPAC alle der sieben relevanten WWW-Kataloge der Region Karlsruhe und der ZID-OPAC ermöglichte eine jahrgangsübergreifende Recherche über alle Zeitschrifteninhaltsverzeichnisse der UB Karlsruhe.
Im Jahr 2001 waren 60 Millionen Titeldatensätze suchbar, als Zielkataloge konnte man bereits auch die Verbundkataloge Österreichs und der Schweiz sowie die OPACs der British Library, der Library of Congress, der National Library of Scotland, der Königlichen Bibliothek zu Stockholm, der Nasjonalbiblioteket, der Dänischen Königlichen Bibliothek, den ARIADNA-Katalog der Spanischen Nationalbibliothek, den italienischen „OPAC dell’Indice SBN“ des Istituto centrale per il catalogo unico delle biblioteche italiane e per le informazioni bibliografiche, den „Catalogue BN-OPALE-PLUS“ der Bibliothèque nationale de France sowie drei Buchhandelsverzeichnisse finden. Bis 2001 waren auch neue Funktionen programmiert worden. So verfügte der mittlerweile durch die DFG geförderte KVK nun über ein Sitzungsmanagement, eine englische Übersetzung der Suchbegriffe, Datenbankzugänge via Z39.50 und einen eigenen Bereich für die eingeschränkte Suche nach im elektronischen Volltext vorhandenen Titeln. Dazu kamen KVK-Versionen für Benutzer hinter einer Firewall, eine davon JavaScript-frei und eine tabellenlose für alte Browser. Mithilfe von Cookies war es bereits auch möglich, die eigene Auswahl an Zielkatalogen beizubehalten. Für Katalogisierer und Systembibliothekare gab es eine Auswahlmöglichkeit, um die Treffer im MAB-Format zu erhalten. Aufgrund der Anfragen mussten weitere Webserver in Betrieb genommen werden.